# Jale Tosun
Jale Tosun (* 10. Juni 1980 in Gomadingen, Baden-Württemberg) ist eine deutsche Politikwissenschaftlerin und Professorin an der Ruprecht-Karls-Universität Heidelberg.

## Ausbildung und Forschungsschwerpunkte
Jale Tosun studierte von 2000 bis 2006 an den Universitäten Konstanz und Pavia Verwaltungswissenschaft und promovierte von 2006 bis 2009 an der Universität Konstanz im Fach Politikwissenschaft. Ihre Promotion mit dem Titel Policy and Institutional Change in Emerging Market Democracies. Which Factors Account for Environmental Policy Making in Eastern Europe and Latin America? wurde 2010 mit dem Umweltpreis der Stiftung „Umwelt und Wohnen an der Universität Konstanz“ prämiert. Von 2006 bis 2012 war sie wissenschaftliche Mitarbeiterin am Lehrstuhl für „Vergleichende Policy-Forschung und Verwaltungswissenschaft“ an der Universität Konstanz, bevor sie 2012 an das Mannheimer Zentrum für Europäische Sozialforschung (MZES) wechselte. An der Universität Heidelberg vertrat Jale Tosun zunächst im Sommersemester 2013 die Juniorprofessur „International Vergleichende Politische Ökonomie“ am Institut für Politische Wissenschaft. Von Oktober 2013 bis Februar 2015 hatte Tosun darauffolgend die Juniorprofessur für „Internationale und Vergleichende Politische Ökonomie“ inne.
Seit März 2015 ist Tosun Professorin für Politische Wissenschaft. Zudem ist Tosun External Fellow am Mannheimer Zentrum für Europäische Sozialforschung (Universität Mannheim), war Fellow am Marsilius-Kolleg der Universität Heidelberg und ist seit dem Sommersemester 2017 Mitglied im Direktorium des Heidelberg Center for the Environment (HCE). Ihre bisherigen Gastaufenthalte führten sie an verschiedene ausländische Universitäten wie der Rutgers University (USA), der University of Virgina (USA), der York University (Kanada) und der Universität Wien.
Tosuns Forschungsschwerpunkte sind die staatenvergleichende Untersuchung von Regulierung in den Bereichen Umwelt, Energie, Klimawandel und Nachhaltigkeit sowie Verteilungskonflikte innerhalb der Europäischen Union und der Einfluss der Europäischen Union auf Regulierung in Drittstaaten. Sie koordiniert das von der Europäischen Union geförderte Verbundforschungsprojekt CUPESSE zu den Ursachen und Folgen von Jugendarbeitslosigkeit in Europa. Zudem ist sie im vom Netzwerk Wasserforschung des Landes Baden-Württemberg geförderten Verbundforschungsprojekt Effect-Net tätig.

## Herausgeberschaften
Jale Tosun ist Mitherausgeberin von Policy Sciences und der Zeitschrift für Umweltpolitik & Umweltrecht, sowie Mitglied im Herausgebergremium des Journal of European Public Policy und Journal of Environmental Policy and Planning sowie der Buchreihe Public Policy bei Palgrave Macmillan.

## Monografien
- Jale Tosun: Contested Energy Policies. European Climate Change Leadership and Policy Resilience. Rowman & Littlefield, London 2018, ISBN 978-1-78348-052-4.
- zusammen mit Christoph Knill: Einführung in die Policy-Analyse. Opladen: Barbara Budrich/UTB., 2015, ISBN 978-3-8252-4136-0.
- Jale Tosun: Environmental Policy Change in Emerging Market Democracies – Central and Eastern Europe and Latin America Compared. University of Toronto Press., Toronto 2013, ISBN 978-1-4426-4409-0.
- Jale Tosun: Risk Regulation in Europe: Assessing the Application of the Precautionary Principle. Springer, New York 2013, ISBN 978-1-4614-1984-6.
- zusammen mit Christoph Knill: Public Policy – A New Introduction. Palgrave Macmillan, Basingstoke 2012, ISBN 0-230-27838-8.
- zusammen mit Christoph Knill: Politikgestaltung in der Europäischen Union – Die Entstehung und Umsetzung der Dienstleistungsrichtlinie. Nomos, Baden-Baden 2010, ISBN 978-3-8329-4937-2.
- Jale Tosun: Environmental Policy in Chile and Mexico – Explaining the Effect of Economic Integration on Regulatory Standards. VDM, Saarbrücken.